# Aclytia jonesi
Acerbia jonesi là một loài bướm đêm thuộc phân họ Arctiinae, họ Erebidae.